# گرانیانلا
گرانیانلا (به اسپانیایی: Grañanella) یک منطقهٔ مسکونی در اسپانیا است که در سگرا واقع شده‌است. گرانیانلا ۲۴٫۴ کیلومتر مربع مساحت دارد.